# Фиренцуола
Фиренцуола (итал. Firenzuola) је насеље у Италији у округу Фиренца, региону Тоскана.
Према процени из 2011. у насељу је живело 1765 становника. Насеље се налази на надморској висини од 426 м.

## Становништво
Према резултатима пописа становништва 2011. у општини је живело 4.828 становника.
| 1931.  | 1936.  | 1951.  | 1961. | 1971. | 1981. | 1991. | 2001. | 2011. |
| ------ | ------ | ------ | ----- | ----- | ----- | ----- | ----- | ----- |
| 12.954 | 12.259 | 10.622 | 7.852 | 5.922 | 5.219 | 4.844 | 4.812 | 4.828 |

## Партнерски градови
- Meharrize